# Alpha Ethniki 1960-1961
L'Alpha Ethniki 1960-1961 fu la 25ª edizione della massima serie del campionato di calcio greco, conclusa con la vittoria del Panathīnaïkos, al suo quinto titolo e secondo consecutivo.
Capocannoniere del torneo fu Kōstas Nestoridīs (AEK Atene), con 27 reti.

## Formula
Come nelle stagioni precedenti le squadre partecipanti furono 16 e disputarono un girone di andata e ritorno per un totale di 30 partite con le ultime tre retrocesse in Beta Ethniki.
Il punteggio prevedeva tre punti per la vittoria, due per il pareggio e uno per la sconfitta.
L'AEK Atene fu penalizzato di un punto.
Le squadre ammesse alle coppe europee furono tre: i campioni alla Coppa dei Campioni 1961-1962, la vincitrice della coppa nazionale alla Coppa delle Coppe 1961-1962 e un'ulteriore squadra alla Coppa delle Fiere 1961-1962.

## Squadre partecipanti
| Squadra              | Città      | Stadio | Stagione 1959-1960 |
| -------------------- | ---------- | ------ | ------------------ |
| AEK Atene            | Atene      |        | 2°                 |
| Apollōn Kalamarias   | Kalamaria  |        | 11°                |
| Apollōn Smyrnīs      | Atene      |        | 4°                 |
| Arīs Salonicco       | Salonicco  |        | 8°                 |
| Atromītos Pireo      | Il Pireo   |        | Beta Ethniki       |
| Doxa Dramas          | Drama      |        | 6°                 |
| Ethnikos Pireo       | Il Pireo   |        | 12°                |
| Fostiras             | Tavros     |        | Beta Ethniki       |
| Īraklīs              | Salonicco  |        | 10°                |
| Olympiacos           | Il Pireo   |        | 3°                 |
| Panathīnaïkos        | Atene      |        | Campione di Grecia |
| Panaigialeios        | Egio       |        | 13°                |
| Paniōnios            | Nea Smirni |        | 5°                 |
| PAOK                 | Salonicco  |        | 7°                 |
| Proodeftikī          | Korydallos |        | 9°                 |
| Thermaïkos Salonicco | Salonicco  |        | Beta Ethniki       |

## Classifica finale
|                   | Pos. | Squadra              | Pt | G  | V  | N  | P  | GF | GS | DR  |
| ----------------- | ---- | -------------------- | -- | -- | -- | -- | -- | -- | -- | --- |
| Grecia (bandiera) | 1.   | Panathīnaïkos        | 80 | 30 | 23 | 4  | 3  | 71 | 23 | +48 |
|                   | 2.   | Olympiacos           | 73 | 30 | 19 | 5  | 6  | 62 | 23 | +39 |
|                   | 3.   | Paniōnios            | 70 | 30 | 17 | 6  | 7  | 55 | 37 | +18 |
|                   | 4.   | AEK Atene            | 69 | 30 | 17 | 6  | 7  | 64 | 32 | +32 |
|                   | 5.   | Apollōn Smyrnīs      | 63 | 30 | 10 | 13 | 7  | 56 | 41 | +15 |
|                   | 6.   | Ethnikos Pireo       | 62 | 30 | 11 | 10 | 9  | 33 | 29 | +4  |
|                   | 7.   | Doxa Dramas          | 62 | 30 | 12 | 8  | 10 | 48 | 50 | -2  |
|                   | 8.   | Īraklīs              | 61 | 30 | 12 | 7  | 11 | 35 | 31 | +4  |
|                   | 9.   | Fostiras             | 60 | 30 | 12 | 6  | 12 | 44 | 48 | -4  |
|                   | 10.  | PAOK                 | 59 | 30 | 7  | 15 | 8  | 31 | 33 | -2  |
|                   | 11.  | Proodeftikī          | 57 | 30 | 9  | 9  | 12 | 37 | 49 | -12 |
|                   | 12.  | Arīs Salonicco       | 57 | 30 | 10 | 7  | 13 | 30 | 41 | -11 |
|                   | 13.  | Apollōn Kalamarias   | 54 | 30 | 8  | 8  | 14 | 31 | 38 | -7  |
|                   | 14.  | Panaigialeios        | 47 | 30 | 5  | 7  | 18 | 26 | 60 | -34 |
|                   | 15.  | Thermaïkos Salonicco | 44 | 30 | 3  | 8  | 19 | 33 | 75 | -42 |
|                   | 16.  | Atromītos Pireo      | 40 | 30 | 2  | 7  | 21 | 19 | 65 | -46 |

Legenda:

      Campione di Grecia
      Invitato in Coppa delle Fiere in rappresentanza di Salonicco
      Vincitore della coppa nazionale
      Retrocesso in Beta Ethniki
Note:

Tre punti a vittoria, due a pareggio, uno a sconfitta.
AEK Atene penalizzato di 1 punto.

### Verdetti
- Panathinaikos campione di Grecia 1960-61 e qualificato alla Coppa dei Campioni
- Olympiakos qualificato alla Coppa delle Coppe
- Panegialios, Thermaïkos e Atromitos Pireo retrocesse in Beta Ethniki.